# Список комиксов о «Симпсонах»
Ниже представлен список комиксов, опубликованных Bongo Comics на основе американского мультсериала «Симпсоны». Первые стрип-комиксы, основанные на мультсериале, появились в 1991 году в журнале Simpsons Illustrated. В 1993 году был выпущен лимитированный комикс Simpsons Comics and Stories, включающий в себя три разные истории. Благодаря успеху комикса Мэтт Грейнинг и его друзья — Билл Моррисон, Стив Вэнс и Синди Вэнс — создали издательство Bongo Comics. К концу 1993 года были изданы следующие комиксы: Simpsons Comics, Bartman, Radioactive Man и Itchy & Scratchy Comics. С тех пор было опубликовано множество комиксов, среди которых: Simpsons Comics, Bart Simpson, Bart Simpson’s Treehouse of Horror, Simpsons Super Spectacular, Simpsons Summer Shindig и Simpsons Winter Wingding.

## Список публикаций
| Название                                                     | Первый выпуск | Последний выпуск |
| ------------------------------------------------------------ | ------------- | ---------------- |
| Simpsons Comics and Stories (Лимитированный выпуск)          | Январь 1993   | Январь 1993      |
| The Official History of Bongo Comics (Лимитированный выпуск) | 1993          | 1993             |
| Simpsons Comics                                              | Ноябрь 1993   | Октябрь 2018     |
| Bartman                                                      | Декабрь 1993  | Июль 1995        |
| Bartman                                                      | Декабрь 1993  | Ноябрь 1994      |
| Bartman                                                      | Январь 1994   | 2004             |
| Bartman and Radioactive Man                                  | 1994          | 1994             |
| Krusty Comics (Мини-серия из трёх выпусков)                  | Январь 1995   | Март 1995        |
| Lisa Comics (Лимитированный выпуск)                          | Апрель 1995   | Апрель 1995      |
| The Simpson’s Treehouse of Horror                            | Сентябрь 1995 | Сентябрь 2017    |
| Bart Simpson                                                 | 2000          | Февраль 2016     |
| Simpsons Summer Special (Лимитированный выпуск)              | Декабрь 2001  | Декабрь 2001     |
| The Simpsons Futurama Crossover Crisis                       | Август 2002   | Март 2005        |
| Simpsons Super Spectacular                                   | Июнь 2006     | Октябрь 2013     |
| The Simpsons Winter Wingding                                 | Ноябрь 2006   | Ноябрь 2015      |
| The Simpsons Summer Shindig                                  | Июнь 2007     | Июнь 2015        |
| Simpsons Treasure Trove                                      | Июль 2007     | н. в.            |
| Comic Book Guy: The Comic Book (Мини-серия из пяти выпусков) | Июль 2010     | Ноябрь 2010      |
| Simpsons Illustrated (2012)                                  | Январь 2012   | 2017             |
| One-Shot Wonders                                             | Февраль 2012  | 2018             |